# William Carr
William Arthur "Bill" Carr (Pine Bluff, 24 de outubro de 1909 – Tóquio, 14 de janeiro de 1966) foi um velocista e campeão olímpico norte-americano.
Estudante da Universidade da Pensilvânia, em Los Angeles 1932 conquistou a medalha de ouro nos 400 metros rasos com um recorde olímpico e mundial de 46s2 e uma segunda integrando o revezamento 4x400 m com Ivan Fuqua, Karl Warner e Edgar Ablowich, em mais um recorde mundial, 3:08.14.
No ano seguinte sofreu um acidente de automóvel, em que quebrou os tornozelos e a pélvis, que encerrou sua carreira no atletismo. Serviu na frente do Pacífico durante a Segunda Guerra Mundial,  ao fim da qual conheceu sua futura esposa na China e mudou-se com ela para o Japão, onde por anos trabalhou como executivo de seguros de companhias americanas. Morreu em Tóquio aos 57 anos de ataque cardíaco.